# Lee Ramoon
Lee Ramoon (ur. 29 stycznia 1965) – kajmański piłkarz, grający na pozycji obrońcy lub napastnika, trener piłkarski.

## Kariera piłkarska

### Kariera klubowa
Rozpoczął grać w piłkę nożną ucząc się w Stanach Zjednoczonych w King College. W 1988 wyjechał do Anglii, gdzie podpisał kontrakt ze Stockport County F.C. W 1990 przeszedł do PC Strikers F.C. W sezonie 1994/95 był piłkarzem Altrincham, ale występował na zasadzie wypożyczenia w klubach Winsford United F.C., Burscough F.C. i Porthmadog F.C. W 1996 powrócił do Kajmanów, gdzie bronił barw klubu George Town SC, w barwach którego w 2010 zakończył karierę piłkarską.

### Kariera reprezentacyjna
W 1979 roku zadebiutował w drużynie narodowej Kajmanów, w wieku 13 lat, a rozegrał ponad 200 oficjalnych i nieoficjalnych międzynarodowych meczów. Również wielokrotnie był kapitanem drużyny narodowej.

## Kariera trenerska
W 2012 został mianowany na stanowisko głównego trenera George Town SC.